# Origami

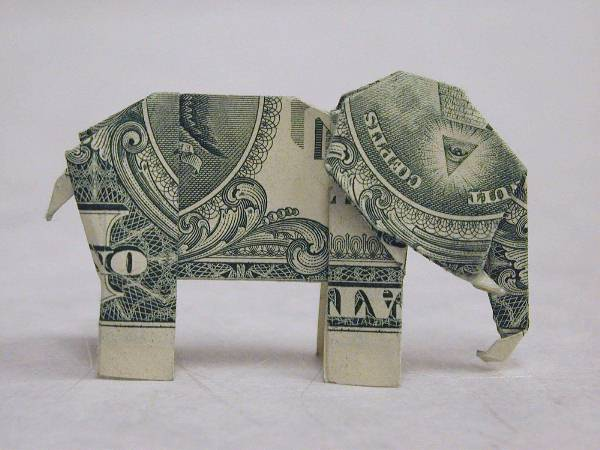
Elefant obținut prin tehnica origami
prin plierea unei bancnote de un dolar.

Origami (din japoneză 折り紙 origami, hârtie pliată) constituie arta plierii hârtiei colorate în modele de creaturi vii, obiecte neînsuflețite sau forme decorative abstracte.

## Etimologie
Etimologic, cuvântul origami, de origine japoneză, este format din oru care are sensul de a îndoi și kami cu sensul de hârtie, deci “hârtie îndoită”.  Numele de origami a fost adoptat în anul 1880, până atunci arta plierii hârtiei fiind denumită orikata. Formele care pot fi realizate prin această artă sunt legate de imaginația celui care pliază hârtia, dar există și categorii de forme tradiționale care includ flora și fauna. Arta origami din zilele noastre acoperă o zonă largă de forme, de la ceasuri cu cuc  și dragoni, până la forme simple care exprimă mai degrabă spiritul decât forma unei imagini.

## Istoric
Lumea artelor tradiționale japoneze a reprezentat întotdeauna pentru occidentali o fascinație, iar discipline precum ikebana – arta aranjării florilor, chanoyu – ceremonia ceaiului, origami – arta plierii hârtiei și multe altele au simbolizat elemente ale frumuseții și perfecțiunii japoneze.
Există multe stiluri de origami, acestea pornind de la cele mai simple compoziții până la compoziții extraordinar de complexe, alcătuite din mai multe unități origami pentru a forma un poliedru, precum și reprezentări formate din două sau mai multe coli de hârtie. Cu toate aceste multe forme de abordare, cele mai simple forme de origami sunt modelele formate dintr-un pătrat de hârtie, fără a utiliza lipiciul. Se pot folosi diferite feluri de hârtie, de la cea subțire la cea groasă, precum și hârtia velină a revistelor sau hârtia de împachetat.
Arta origami a fost creată în baza aceleași estetici care a stat la baza ceremoniei ceaiului (cha no yu). O particularitate a modelelor origami vine în contradicție, totuși, cu principiile estetice nipone: simetria. Deși japonezul îndrăgește asimetria, arta origami, prin forța lucrurilor, produce simetrie. Cu toate acestea, excepția nu face din modelele artei plierii hârtiei un produs mai puțin valoros și apreciat de către japonezi.
Pe lângă valoarea estetică, arta origami mai are, în viața cotidiană, și una utilitară în vestimentație (broșe, ornamente de păr) și decorarea interioarelor (lămpi, bibelouri, abajururi). Uneori îndemânarea meșteșugului origami produce cupe, farfurii, cutii de diferite forme, șervețele ornamentale. Dar, nu trebuie să uităm că formele tradiționale ale acestei arte sunt modelele de cocori, broaște, berze, baloane și corăbii.
Începând cu aproximativ secolul întâi al erei noastre, momentul când se presupune că a fost inventată hârtia în China, oamenii acelor meleaguri au îndoit hârtia în diferite forme și scopuri. Chinezii au realizat câteva modele simple de pliere a hârtiei, unele dintre ele păstrându-se până azi. Tradiția atribuie importarea hârtiei, pentru prima dată în Japonia, unui călugăr coreean, în anul 609, dar este posibil ca hârtia să fi fost produsă în Japonia dinainte. Fiecare regiune și-a dezvoltat tehnica sa proprie de prelucrare a hârtiei, de unde și multele întrebuințări pe care le avea hârtia în Japonia: din hârtie se confecționau paravane, pereți despărțitori glisanți, lanterne, batiste, evantaie. Prelucrată pentru a deveni translucidă, hârtia ținea loc de geam, garderobe, umbrele, mantale impermeabile, perne, tapete, ambalaje rezistente și frânghii. Deci, hârtia a fost rapid integrată în cultura japoneză, devenind un material indispensabil vieții de zi cu zi. Tehnica de fabricare a hârtiei a produs schimbări majore în producția manufacturieră japoneză, dând naștere unui nou gen de hârtie, numită washi, care a fost folosită și în arta origami.
Dar, în Japonia secolului al VI-lea hârtia era un material rar și prețios, astfel plierea hârtiei a fost practicată la început doar de către familiile nobiliare. Creșterea comerțului a dus la răspândirea hârtiei în Japonia, iar origami a devenit o artă accesibilă atât celor bogați cât și japonezilor obișnuiți. Datorită specificului culturii japoneze, care sublinia respectul pentru cruțarea naturii, practicanții nu au uitat niciodată să economisească până și hârtia folosită în arta origami, astfel rezultând impresionante modele miniaturale de origami.
În timpul perioadei Heian (794-1185) simboluri abstracte formate din plierea hârtiei au apărut în religia șinto, ca obiecte de venerație, și în eticheta vieții nobiliare. Japonezii realizau din suprafețe de hârtie pătrate sau dreptunghiulare, prin tăiere și pliere, forme utilizate ca reprezentări simbolice ale unui spirit sau ale unei zeități. Asemenea simboluri slujeau ca obiecte de practicare a cultului strămoșesc, ele fiind atârnate în Marele Sanctuar Imperial de la Ise (Kotai Jingu). Mai târziu, produsele din hârtie au fost folosite și la alte ceremonii fie religioase, fie laice. O altă formă cu destinație religioasă, practicată și în zilele noastre, constă în atașarea la un cadou oferit cu prilejul căsătoriilor sau funerarilor, o panglică împăturită în hârtie (orinoshi). Tradiția de a oferi bucăți de hârtie împăturită în forma unui dar (mokuroku-tsutsumi) este păstrată și astăzi.
Un alt model de origami religios ar fi senbazuru, tradus prin expresia “o mie de cocori”. Cea mai frumoasă și populară formă de origami este cocorul. Conform unei credințe populare nipone, cel care reușește să plieze o mie de cocori din hârtie, va primi drept răsplată din partea zeilor împlinirea unei dorințe. Legat de această credință, un episod tragic este cel al fetiței Sadako Sasaki, elevă la Școala Noborimachi din Hiroshima, victimă a bombei atomice, care, datorită radiațiilor provocate de explozie, s-a îmbolnăvit de leucemie. Nădăjduind că se va însănătoși, fetița făcea zilnic, în spital, cocori de hârtie. A murit nereușind să facă decât 643 de cocori. În amintirea ei și a tuturor copiilor uciși de bomba atomică, în centru orașului Hiroshima, s-a ridicat un impresionant monument. Acesta este reprezentat de o rachetă suplă, îndreptată spre cer și susținută de trei stâlpi, în vârful căreia se află statuia fetiței Sadako purtând în mâinile, întinse spre cer, un cocor. De atunci s-a încetățenit obiceiul ca în memoria acestui trist eveniment, fiecare vizitator, să depună la baza statuii, în semn de omagiu, un cocor de hârtie.
Era Edo (1603-1868) corespunde cu perioada în care hârtia a început să fie folosită pe scară largă de către japonezi, aceasta procurându-se la un preț mic și fiind fabricată în cantități mari. Înclinația japonezilor acestei perioade spre artele tradiționale specifice poporului lor s-a datorat faptului că, fiind o perioadă de liniște, în care conflictele dintre clanuri erau rare, samuraii s-au dedicat artei, aceștia realizând adevărate capodopere. În această perioadă apare primul manual de origami, având titlul “Secretul celor 1000 de cocori”, care a fost publicat în anul 1797, această artă fiind transmisă până atunci pe cale orală. Începând cu această dată vor apărea și alte manuale care, datorită faptului că nu se adresau numai amuzamentului copiilor, ci și cultivării spiritului frumosului la adulți, conțineau modele de origami dificile, care necesitau urmărirea unui număr mare de pași în realizarea figurinelor. Cu toate acestea, mulți inventatori de noi forme în arta plierii hârtiei au rămas necunoscuți până astăzi. În anul 1845 a fost publicată o colecție de figurine origami intitulată “Kan no modo” (“Fereastră către miezul iernii”).
În era Meiji (1868-1912) arta plierii hârtiei a fost folosită ca metodă educațională în grădinițele și școlile primare japoneze. Prin învățarea formelor de bază ale acestei arte se ajunge la o anumită rafinare a gândurilor copiilor în direcția înțelegerii relației existente între un corp solid, concret, viu și reprezentarea sa din hârtie, prin intermediul culorii și a structurii liniilor sale de pliere. Datorită faptului că arta origami, ca metodă pedagogică, necesita urmărirea unor indicații stricte, această artă nu a fost binevenită în Japonia erei Taisho (1912-1926). Pedagogii acestei perioade considerau că origami nu poate oferi elemente de originalitate și creativitate în procesul educațional, concepție care s-a dovedit mai apoi falsă. Practica artei origami stimulează gândirea și fantezia, dezvoltă simțul tactil, adâncește intuiția despre forma esențială conținută într-un obiect, obiectele fiind simplificate până la câteva trăsături definitorii.
Arta modernă a plierii hârtiei își datorează existența lui Akira Yoshizawa, cel mai influent și prolific artist japonez de origami al secolului al XX-lea. Începând cu anii ’30, Akira Yoshizawa a creat sute de modele inspirate din viața de zi cu zi. El, împreună cu americanul Sam Randlett, sunt creatorii sistemului de învățare a artei origami bazat pe simboluri convenționale și scheme din linii continue, întrerupte și săgeți. Expozițiile de origami din Occident ale maestrului Akira Yoshizawa, din anii ’50, au fost punctul de inspirație a multor occidentali, care au dezvoltat în Occident arta plierii hârtiei, realizând modele la fel de valoroase ca și cele ale lui Akira Yoshizawa din Japonia.
Japonezul Matsuo Terada a dezvoltat un nou stil de pliere a hârtiei, numit “sculptura în hârtie”. Numele provine de la faptul că se realizează forma unui model origami prin folosirea mai multor foi mici care apoi sunt pliate și lipite între ele, pentru a reda un întreg. În ceea ce privește tematica acestei noi metode origami, aceasta poate fi foarte variată. Există o teorie conform căreia “sculptura în hârtie” s-a născut în Polonia, în urmă cu aproximativ 400 de ani, și apoi s-a dezvoltat mai ales în Europa, de unde japonezii au preluat-o și integrat-o în arta origami.
Arta origami a fost introdusă în Europa în secolul al XII-lea, primind cu timpul o formă distinctă de cea tradițională japoneză. Dar, la început, această artă nu a fost primită cu același entuziasm cu care au îmbrățișat-o japonezii.
Și în Spania a existat o formă a artei plierii hârtiei. În timpul invaziei arabe din secolul al VIII-lea, maurii au adus secretul fabricării hârtiei în Spania. Musulmani fiind, religia le interzicea maurilor crearea de simboluri religioase. Dar, aceștia au folosit plierea hârtiei în studierea geometriei și astronomiei. După ce maurii au fost alungați din Spania, în anul 1492, tradiția plierii hârtiei a supraviețuit. În timpul Inchiziției, spaniolii au realizat mai mult decât forme geometrice din hârtie, ei punând bazele unei arte numite papiroflexia, artă populară în Spania și Argentina chiar și în zilele noastre. De exemplu, poetul și filosoful Miguel de Unamuno (1864-1936) a creat modele din hârtie originale, incluzând o gorilă, un ceainic și un vultur. În anul 1902, el a scris un eseu comic intitulat “Amor y pedagogia” (“Iubire și pedagogie”) care includea și o prezentare a modului de a plia hârtia.
Partea pedagogică a artei origami a fost influențată, în anul 1850, de concepțiile învățatului Friederich Wilhelm August Fröbel (1782-1852), care a dezvoltat noi metode de folosirea a artei origami ca produs educațional. Arta plierii hârtiei făcea parte, în grădinițe, din programul de învățare prin joacă. Fröbel credea că scopul educației era să demonstreze unitatea universului printr-un set de activități simbolice care să promoveze cooperarea și nu competiția, studiul naturii, lucrul manual. În origami el a văzut una din căile de a-și pune în practică teoria. Mai apoi concepțiile lui au fost preluate și de către pedagogii japonezi.
Dezvoltarea artei origami în epoca modernă în Occident a început în anul 1945, prin studiile efectuate de Gershon Legman, la început în America, iar mai apoi în Franța. Legman l-a contactat pe maestrul japonez Akira Yoshizawa precum și alți practicanți de origami, cum ar fi cei aparținând Ligii Montoya din Argentina, astfel încurajând dezvoltarea acestei arte în Occident. În anul 1956, magicianul englez Robert Harbin a inclus în volumul “Hârtia magică” modele de origami realizate de Legman. Un alt pionier al artei origami este și Lillian Oppenheimer, cea care a fondat, în anul 1958, Centrul Origami din New York, iar mai apoi Centrul Origami American.
Robert Harbin a pus bazele unui terminologii specifice, mai târziu combinată cu reprezentarea prin linii punctate a lui Akira Yoshizawa, toate aceste fiind publicate de Samuel Randlett în anul 1961. Simbolurile standard adoptate fac din origami o artă independentă, care nu ține seama de barierele dintre civilizații și se dovedește un minunat mijloc de comunicare între oameni.
Plierea hârtiei a devenit celebră și în rândul copiilor englezi din timpul perioadei Victoriene, dovadă fiind două ilustrații ale lui John Tenniel, făcute pentru povestea “Through the Looking Glass” (“Prin oglindă”) de Lewis Carroll, publicată în anul 1872. Acestea erau două pălării realizate din hârtie. Societatea Britanică de Origami, fondată în anul 1967, este una dintre centrele de origami din Occident a cărui influență și recunoaștere este acceptată pe întreg globul.
Azi, maeștrii origami pot fi găsiți în multe țări, iar noile tehnici și modele pe care aceștia le inventează stau la baza unor modele origami remarcabile. Astfel dacă în trecut a realiza din hârtie o insectă cu corpul segmentat și multe picioare era dificil, azi se realizează insecte care să aparțină unor anumite specii, cu o anatomie corectă. Pe lângă multe alte tehnici de pliere a hârtiei, este de amintit cea inventată de Akira Yoshizawa, numită “plierea la umed”, în care modelele origami sunt realizate dintr-o hârtie groasă umezită. Această tehnică îi dă posibilitatea artistului origami să incrusteze pe suprafața hârtiei diferite motive.
În România, arta plierii hârtiei este încă considerată a face parte doar din segmentul disciplinelor pedagogice care dezvoltă îndemânarea, uitându-se, poate din ignoranță, de latura spirituală pe care această artă o are în țara ei de origine, Japonia. Cu toate acestea există profesori, care propagă acest spirit, precum doamna profesoară Isabela Neamțu din Arad, care în activitate ei profesională încearcă nu numai cultivarea îndemânării elevilor ei ci și introducerea lor în acel plan spiritual de care dispun artele tradiționale japoneze, prin predarea artei origami.
Obiectul din hârtie, spre deosebire de cel din piatră, este perisabil. El nu poate sluji eternității. Viața hârtiei cu forma ce o îmbracă este pasageră, creează doar un moment de bucurie estetică, dincolo de care se păstrează doar memoria esențelor. Așadar, ceea ce pierde în durată arta plierii hârtiei câștigă în acuitatea trăirii estetice.

## Galerie de imagini

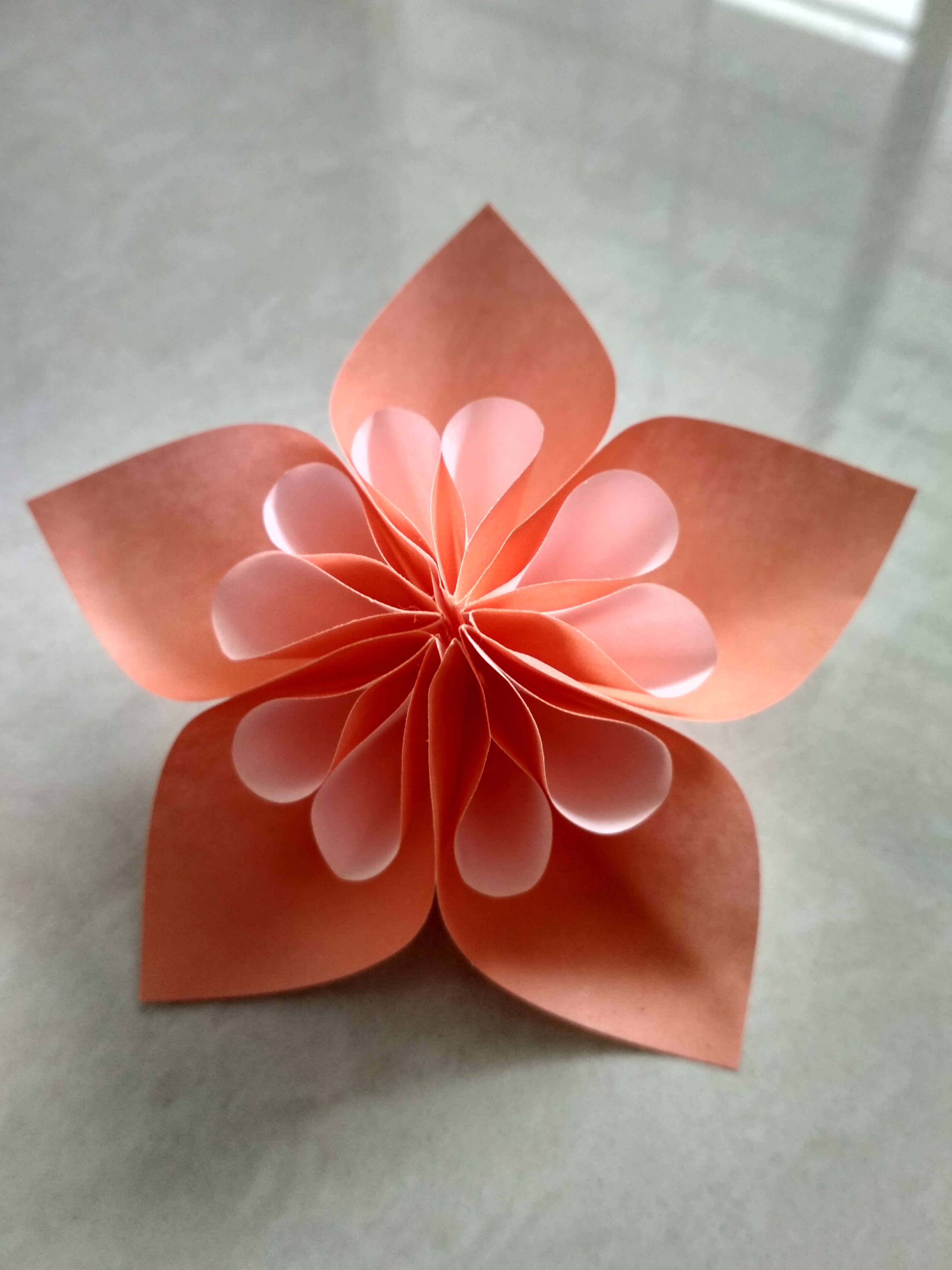
Floare tridimensională
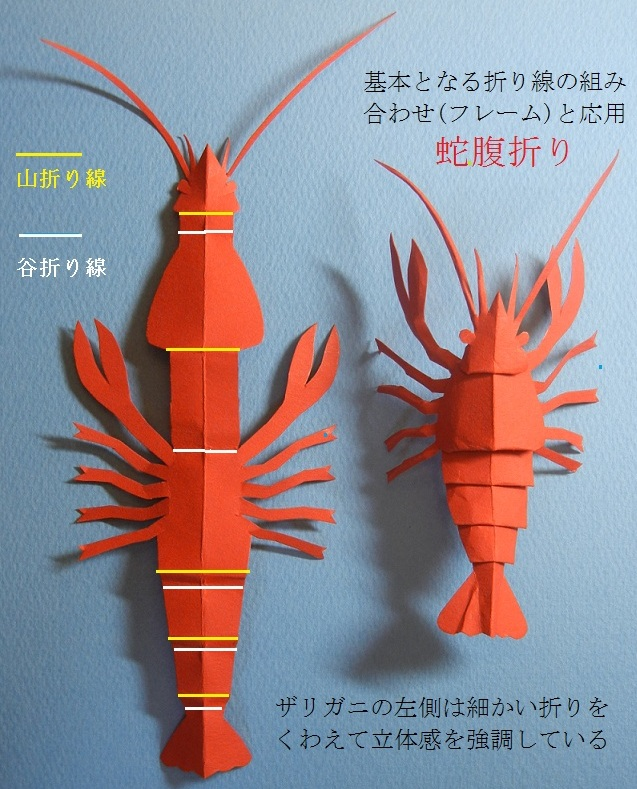
Crustacee realizate folosind „împachetarea acordeon”
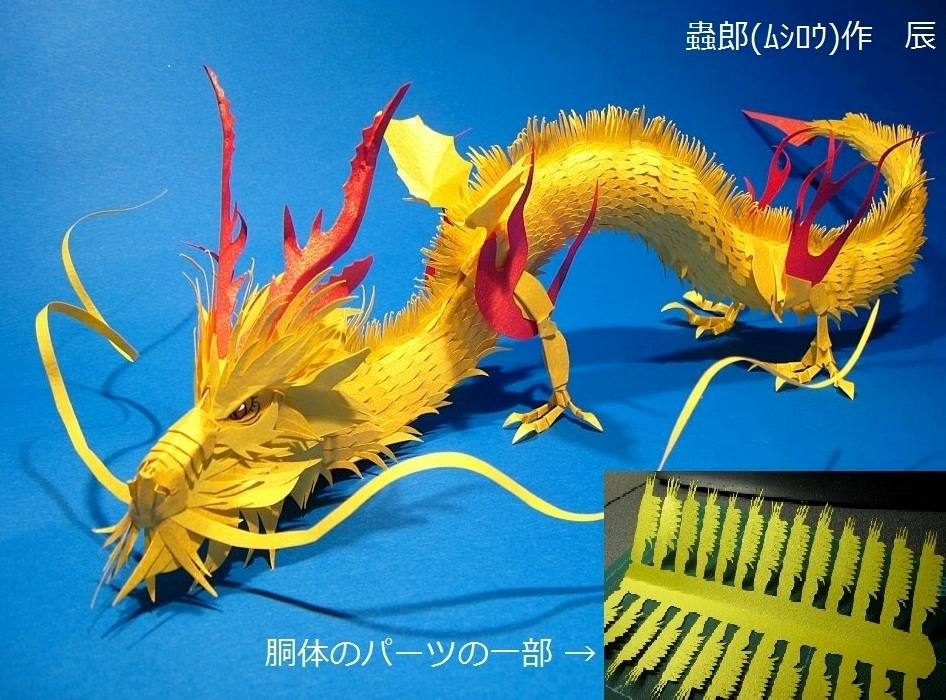
Dragon de Mushirou
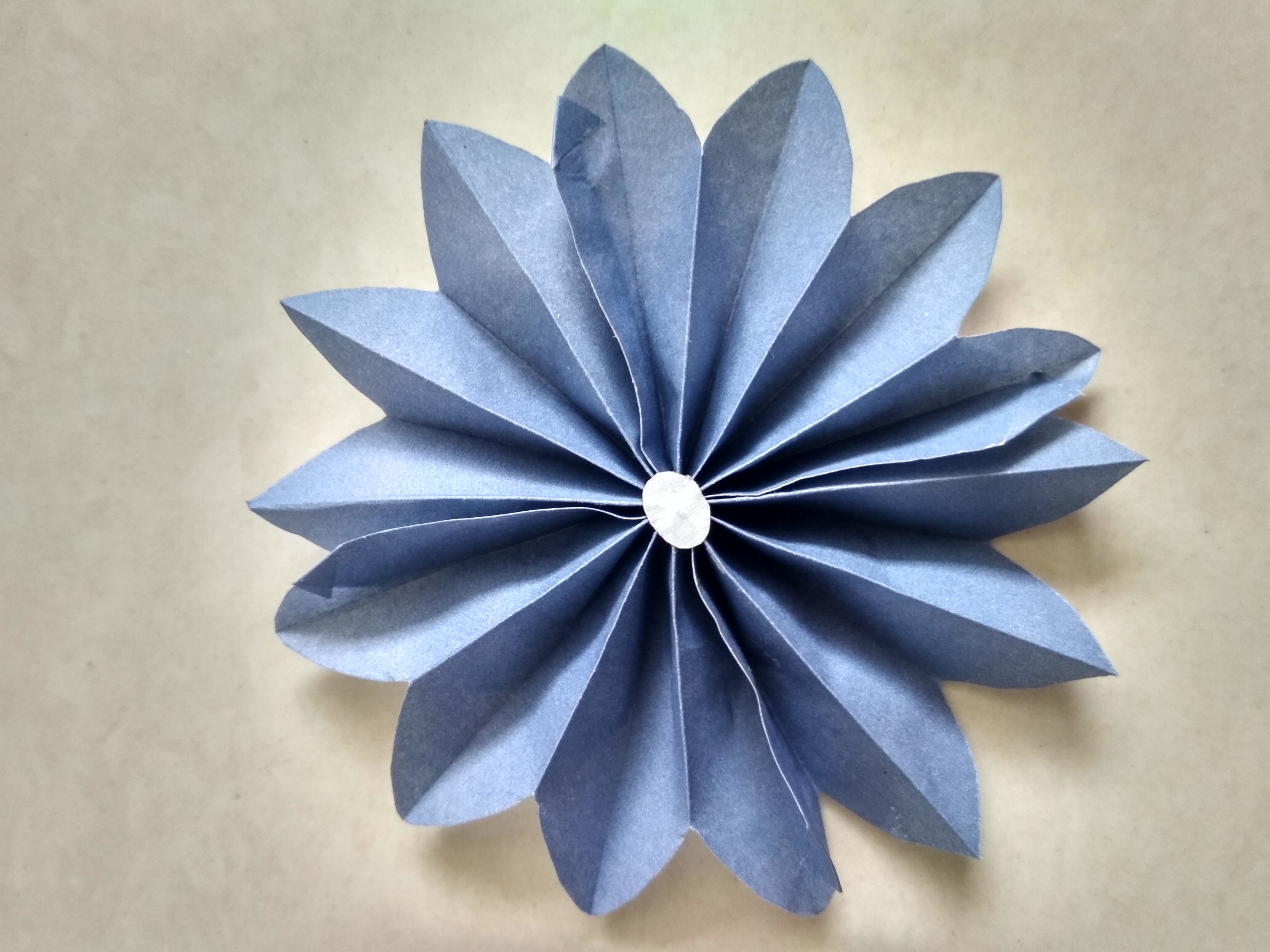
Floare cu 12 petale
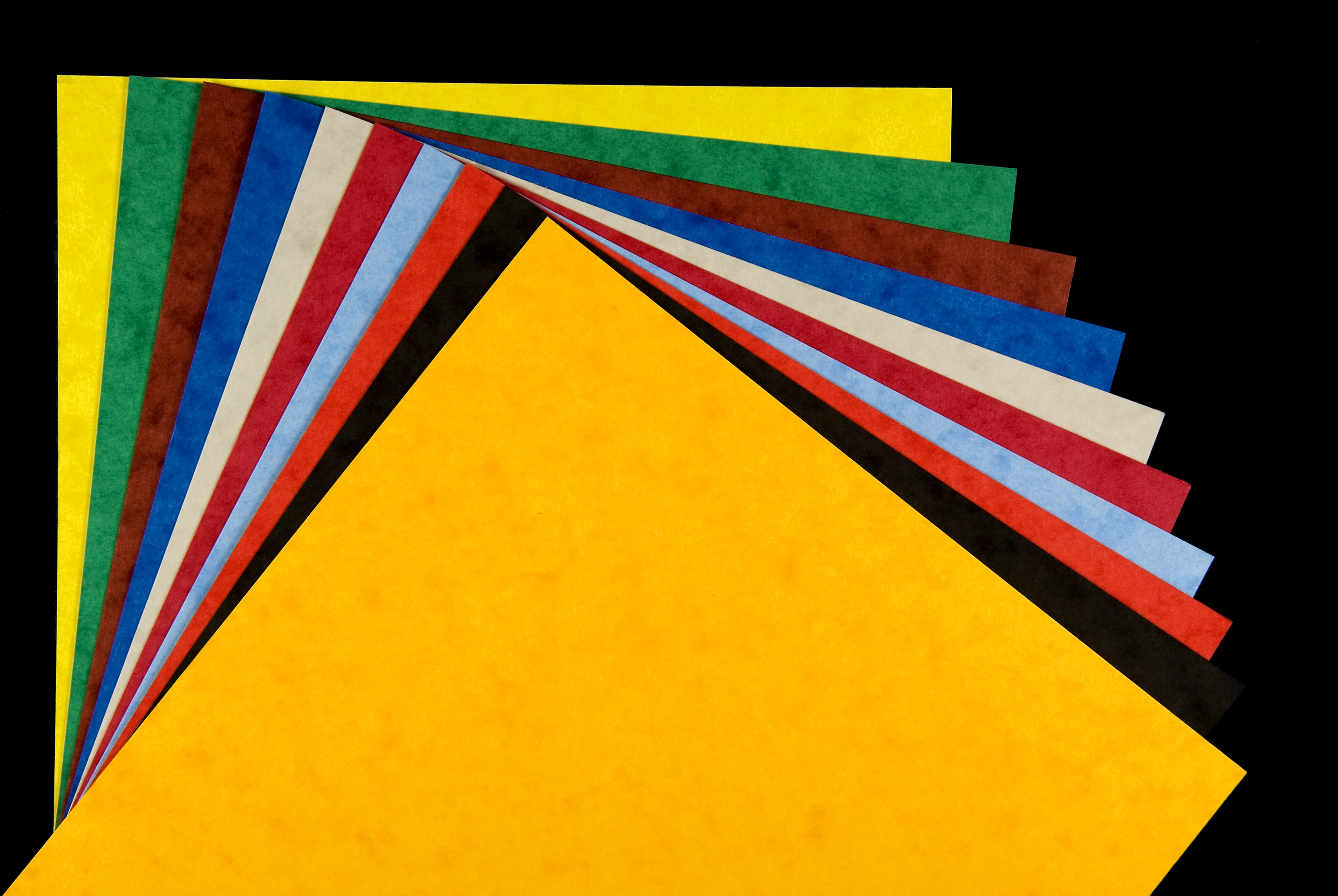
Hârtie colorată pentru origami
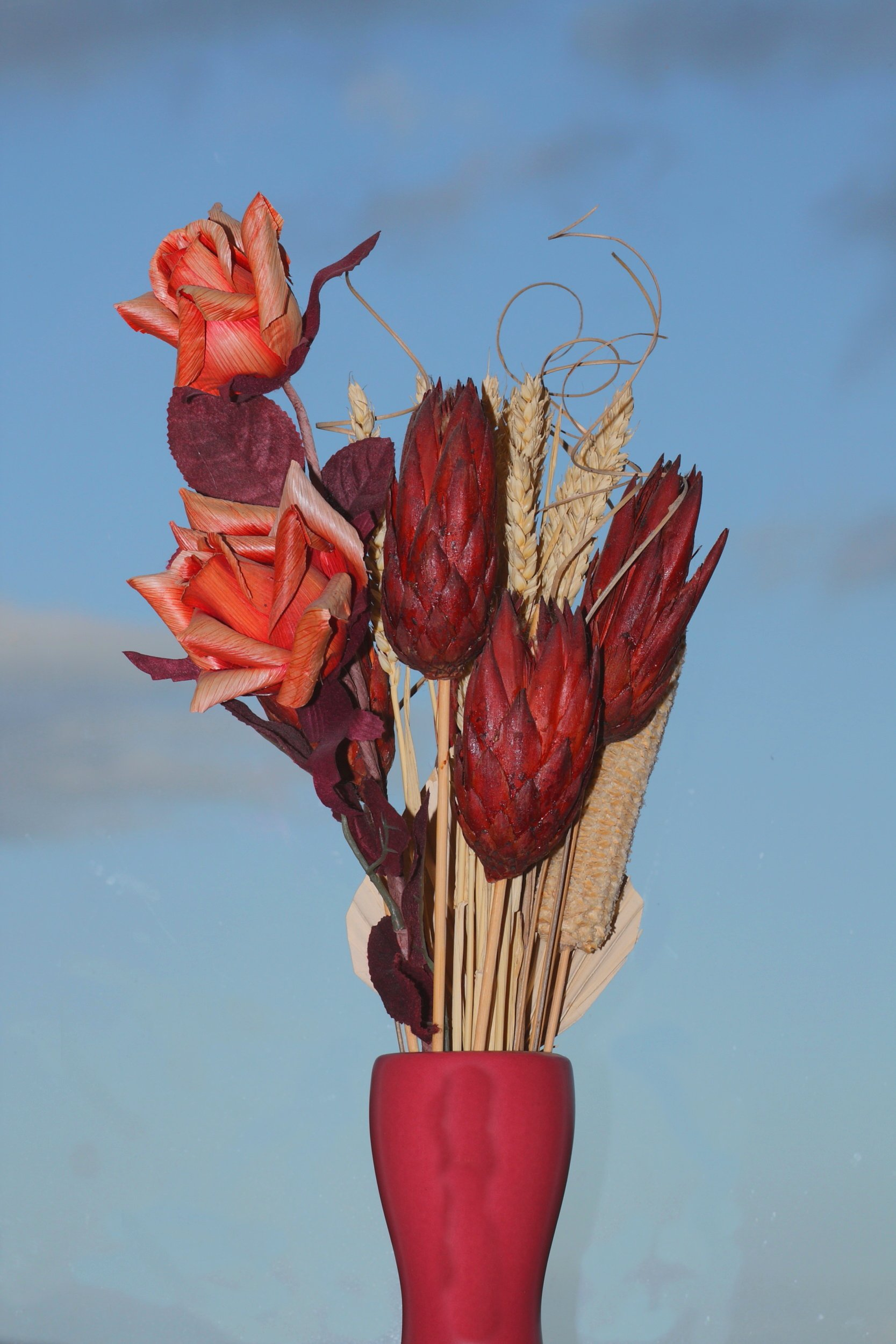
Combinație de mătase, hârtie și flori uscate